# Rudgy Pajany
Rudgy Pajany (født Jérôme Pajany, den 6. juli 1990 i Dakar) er en fransk sanger, der har specialiseret sig i at indspille coverversioner af 60'er-70'er-og 80'er-sange. Han er især kendt for sine titler Mistral Gagnant (fra 2013), og En Silence (fra 2015)

## Biografi
Rudgy Pajany har opnået en vis international berømmelse ved spredning i flere lande (Italien, Usa, Frankrig) af hans cover-versioner af Mistral Gagnant og En Silence.
I 2016 udkom albummet Pluie D ' été var ude, den første single, som var En Silence. Albummet inkluderer også en sang skrevet af Hervé Vilard for Rudgy Pajany, "J'ne serai jamais".

## Diskografi[6]

### Albums
- Mes Jours (2014)
- Pluie d'été (2015)
- Pluie D'été édition spéciale[7] (2018[8])

Næste album (2018)
Under et interview på radiostationen Chérie80's annoncerede han, at hans næste album ville udkomme i 2018.

### Singler[10]
- Mistral Gagnant (2013)
- La Bohème (2014)
- En Silence (2015)
- Objectif Terre (2015)
- Mon Amant de St Jean (2016)
- Maman (2017)[11]